# Can Puig (Figaró-Montmany)
Can Puig és un edifici del municipi de Figaró-Montmany (Vallès Oriental) inclòs en l'Inventari del Patrimoni Arquitectònic de Catalunya.

## Descripció
Edifici aïllat, de planta baixa i dos pisos, sense golfes. Té corrals per al bestiar a la part del darrere, i una pallissa perpendicular a la façana. La teulada té l'aiguavés a façana. Hi ha un rellotge de sol datat el 1819 mig despintat. Llindes de fusta a les finestres de les parets laterals. A la façana hi ha la porta d'accés, d'arc de mig punt dovellat, quatre finestres d'arc conopial i una amb arc conopial molt accentuat, amb dues rosetes en relleu a fora i una a l'interior de l'arc, motllures al voltant i a l'ampit i a sota d'aquest, tres rosetes més en relleu.

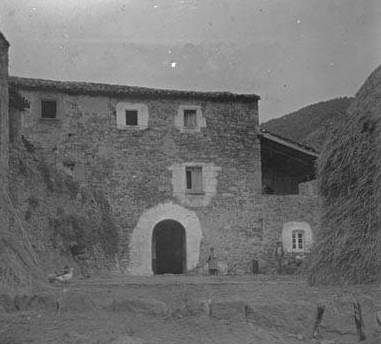
Façana de Can Puig en una imatge de 1914

A l'interior es troba la cuina amb llar de foc i el forn de pa al costat, avui en desús i amb la data de la casa inscrita. Embigat de fusta i paviment de pedra.

## Història
Edifici datat en tres llocs de la casa: 1727 a la llinda d'una finestra, que originalment corresponia a una porta del darrere, en el forn i a un altre lloc de fora la casa.
Recentment, s'hi ha afegit tota la part dreta de la casa, imitant perfectament la tipologia original i aprofitant la llinda ja esmentada.